# Sangatte
Sangatte é uma comuna francesa na região administrativa de Altos da França, no departamento de Pas-de-Calais. Estende-se por uma área de 14,28 km². Em 2010 a comuna tinha 4 980 habitantes (densidade: 348,7 hab./km²).